# フロント (芸能事務所)
株式会社フロント（英文社名；FRONT CO., LTD）は、東京都渋谷区に本社を置く日本のモデルエージェンシー、芸能プロダクション。

## 沿革
- 1992年2月 - 東京都渋谷区東1-32-12 渋谷プロパティー東急ビル1507に設立。
- 1996年6月 - 関連会社として「有限会社エスプリモデルズ」を同ビル1508に設立。
- 2011年 - エスプリモデルズを吸収合併し、エスプリモデルズに所属していたモデルは、フロント内に新設した「エスプリ・ディヴィジョン」に全員移籍させた[1][リンク切れ]。

## 概要
主に女性ファッションモデルが所属しており、ファッション雑誌やテレビCMなどに多数出演している。また、プロ野球選手・福留孝介のマネジメントも行っている。

## 所属モデル
※2019年2月現在

### FRONT
| - 東麻美（Asami） - 杏奈 - 内海誓子 - 岡崎めぐみ - 加藤千暁 - 上條恵理子 - 工藤えみ - 里海 - 小林さくら - 篠原千保 - すみれ | - 夏子 - 橋本優子 - 仁美 - 古川原真由美 - 松井真朝子 - 松島よう子 - 松田佳子 - 松原汐織 - 有規衣 - 濱田玲（REI） - 渡辺佳子 |

### ESPRIT
| - 青山恭子 - 甘糟記子 - 阿留奈 - 池田幸恵 - 黄前ナオミ - 緒方ひとみ - 高原愛 - 田中マヤ - 千葉アリサ - 辻晴香 - 長崎佑美 | - 中山由香 - 蜂矢有紀 - 日高薫 - マイコ - 雅姫 - ミッシェル - 宮原紀子 - 山本佳代子 - 山本誉子 - 芳川あずさ | bis - SHELVIE - 浦山ヒナタ - 佐久間蓮 - 藤原麻乃 - 熊谷菜央 - 楓 - 浦山イブキ - 田代瑞季 Athlete - 福留孝介 |

## かつて所属していたモデル
| - あきら - 鮎河ナオミ - 彩友美 - 五十嵐ユキ（別名：五十嵐由紀） - 池田幸恵 - EWAN - 榎本有希子 - 蛯原友里 - 太田明花 - 岡愛恵 - 香那 - 加覧愛 - 川添文子 - 川畑美紀 - 菊池亜希子 - 清原怜美 - 桐田さゆり - 甲恵水 - 近藤里美 - 小泉あすか - 紗絵 - 桜井智子 - 下村恵理子 - JHELLY - 相馬ゆきえ - 瑞木舞 - 高橋まなみ - 高橋まりの - 鷹見マキ | - 田中みゆき - 田中玲 - 玉井里佳 - 田村えり - 辻彩加 - 鳥居あや - 中須賀希 - 中西ハンナ - 長野麗 - 中本奈奈 - 西部美奈 - 橋本奈美子 - 林真愛 - Bee - 平田由香利 - 日和 - HENA - 松田美恵子 - 増田可奈子 - 丸山リサ - 水越日麻 - 身乃里 - 高橋由真 - 村松真弓 - 矢野ひかり - 山田ゆうこ - yoshie - 若月香子 - 渡香奈 |